# Argyractis maronialis
Argyractis maronialis là một loài bướm đêm trong họ Crambidae.